# Ida Rolf
Ida Pauline Rolf (El Bronx, 19 de mayo de 1896-Nueva York, 19 de marzo de 1979) fue una bioquímica estadounidense y la creadora de la Integración Estructural o Rolfeo, una práctica de medicina alternativa pseudocientífica.

## Educación
Rolf nació en la ciudad de Nueva York en El Bronx el 19 de mayo de 1896. Era hija única. Su padre, Bernard Rolf, era un ingeniero civil que construyó muelles y embarcaderos en la costa este.
Rolf estudió en el Barnard College  graduándose en 1916 en Química con Matrícula de Honor. Participó en el Club de Matemáticas, Club Alemán y fue vicepresidenta de la clase de 1916, así como miembro de la Asociación Cristiana de Mujeres Jóvenes. También fue suplente de Beca de Posgrado mientras trabajaba en la Fundación Rockefeller, gerente comercial de The Barnard Bulletin, y miembro de la hermandad Phi Beta Kappa. En 1917, comenzó sus estudios de doctorado en la Universidad de Columbia y, al mismo tiempo, también comenzó a trabajar en el Instituto Rockefeller como investigadora química.
En 1920, Rolf obtuvo su doctorado en Bioquímica bajo la supervisión del químico Phoebus Levene, del Colegio de Médicos y Cirujanos de la Universidad de Columbia. Su tesis se tituló Three Contributions to the Chemistry of the Unsaturated Phosphatides (Tres contribuciones a la química de los fosfátidos insaturados), originalmente impresa en tres números separados de la revista científica Journal of Biological Chemistry, volvió a reimprimirse en su totalidad como un libro encuadernado a fines de 1922, Phosphatides.
A lo largo de la década, estudió yoga con Pierre Bernard, y esta disciplina influyó en su desarrollo del Rolfeo.

## Trayectoria
Después de graduarse, Rolf continuó trabajando con Levene en el Instituto Rockefeller de Investigación Médica en la ciudad de Nueva York. En 1918, fue ascendida a asistente en el laboratorio de química.
En 1922, dos años después de haber recibido su doctorado en Columbia, Rolf fue ascendida a asociada, por entonces el puesto más alto sin titularidad para un científico en Rockefeller.
De 1919 a 1927, publicó 16 artículos en revistas académicas, principalmente en el Journal of Biological Chemistry . Su investigación consistió principalmente en estudios de laboratorio sobre los compuestos bioquímicos lecitina y cefalina. Con la excepción de su tesis doctoral, todo su trabajo publicado fue escrito en coautoría con Levene.
En 1926, Rolf dejó su trabajo académico en Nueva York, para estudiar matemáticas y física atómica en la Escuela Politécnica Federal de Zúrich y también bioquímica en el Instituto Pasteur en París, Francia.
Posteriormente Rolf desarrolló la Integración Estructural. Además de sus 16 artículos académicos publicados entre 1919 y 1927, más tarde publicaría dos artículos en revistas académicas sobre integración estructural. Tenía un índice h de 10 con un número total de 299 citas (febrero de 2007).
A mediados de la década de 1960, comenzó a enseñar su método de integración estructural en el Instituto Esalen. Esalen fue el lugar de referencia del Movimiento del potencial humano, lo que permitió a Rolf intercambiar ideas con muchos visionarios contemporáneos, incluido Fritz Perls.
En 1971, las actividades docentes de Rolf se consolidaron bajo el Instituto Rolf de Integración Estructural (RISI). A partir de 2010, en el RISI se habían graduado 1536 profesionales, incluidos algunos formados en Alemania, Brasil, Japón y Australia, además del programa principal en Boulder, Colorado. En 1990, un grupo de profesores sénior se separó para fundar la Guild of Structural Integration, que tenía 628 graduados en 2010. Actualmente hay alrededor de dos docenas de escuelas que enseñan Integración Estructural. Los estándares para el campo de la Integración Estructural son mantenidos por una organización colegiada, la Asociación Internacional de Integración Estructural.
Además de la proliferación de programas dedicados específicamente a la Integración Estructural, los conceptos y métodos de Rolf han influido en una amplia gama de otras terapias manuales contemporáneas. Un número creciente de organizaciones ofrecen capacitación en "trabajo corporal estructural" o en técnicas de manipulación fascial que son claramente derivadas pero carecen de la perspectiva holística de la Integración Estructural, centrándose en cambio solo en el tratamiento de síntomas específicos (es decir, masajistas, quiroprácticos o fisioterapeutas).

## Integración Estructural (Rolfeo)
La integración estructural (o Rolfeo) es un tipo de fisoterapia manual que pretende mejorar el funcionamiento biomecánico humano en su totalidad en lugar de tratar síntomas particulares. Rolf comenzó a desarrollar su sistema en la década de 1940. Su objetivo principal era organizar la estructura del cuerpo humano en relación con la gravedad. Rolf llamó a su método "Integración estructural", ahora también conocido comúnmente por la marca comercial "Rolfeo".
La integración estructural es una pseudociencia y sus supuestos beneficios no están respaldados por evidencia médica.

## Publicaciones sobre integración estructural
- 1978 VERTICAL - Experiential Side to Human Potential, Journal of Humanistic Psychology
- 1973 Structural Integration - Contribution to understanding of stress, Confinia Psychiatrica
- 1979 Rolfing: restablecimiento de la alineación natural y la integración estructural del cuerpo humano para la vitalidad y el bienestar, Healing Arts Press

## Vida personal
Rolf estaba casada con Walter Frederick Demmerle, ingeniero eléctrico y mecánico que poseía patentes para termostatos de calefacción. Residieron en Stony Brook, Nueva York, y Manhasset, Nueva York, mientras formaban una familia. Tuvieron dos hijos, Alan Michael Demmerle y Richard Rolf Demmerle, quiropráctico y también instructor y practicante de Rolfeo.